# 坪倉鹿太郎

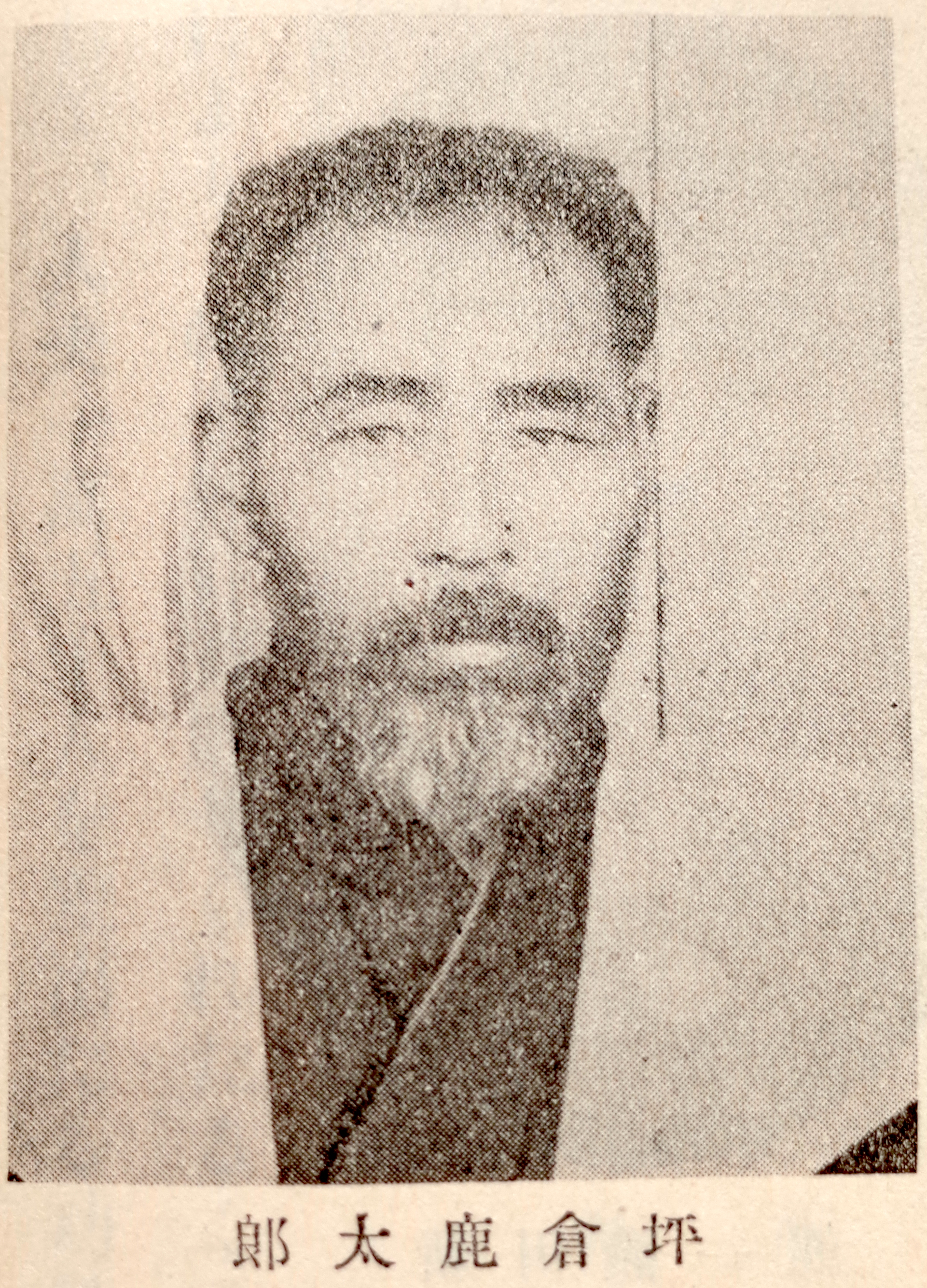
坪倉鹿太郎

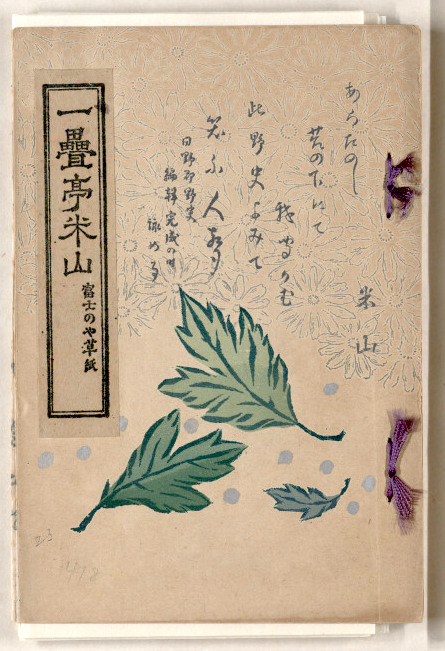
坪倉鹿太郎の伝記『一畳亭米山』

坪倉 鹿太郎（つぼくら ろくたろう、1856年（安政3年） - 1921年（大正10年））は、鳥取県日野郡の郷土史家で地方史編纂の先駆者。『凶年の後悔』『日野山桜』『日野郡野史』などの著書を残した。
米山（べいざん）、平六（へいろく）、「一畳亭」（いちじょうてい）とも号したが、いずれの文字も左右均整となっており、それは坪倉鹿太郎の几帳面な性格の表れだったという。
「つぼくら しかたろう」と紹介している文献もあるが、これは誤りである。本人が1920年（大正9年）に作成した書類に捺印があり、印には平仮名で「ろくたろう」と刻まれている。

## 生涯
1856年（安政3年）7月28日、鳥取県日野郡佐木谷村（現・日南町佐木谷）の農家に生まれる。坪倉家は尼子家臣の流れを汲むとされ、村役人などを務める家系であった。幼い頃から文学を好み、十代半ばで隣村である茶屋村（現・日南町茶屋）の吏員となった。
農業や造林の知識があったことから、その後、二部村にあった日野郡役所で郡書記として勤務した。内閣官報局編集・発行の『職員録』（乙）にも、1894年（明治27年）から1900年（明治33年）にかけて、日野郡役所の郡書記として「坪倉鹿太郎」の名前が掲載されている。
1898年（明治31年）には、岡島正潔の命を受け、奈良県吉野地方の林業の現地調査を行い、林業経営について研究を行った。
一方で、日野郡の歴史に関心を持ち、調べたことを書き留め、また、古文書を写し、伝説を記録にとどめていった。日野郡役所を辞した後、これらを書籍にまとめ、郡内に無償で配布していた。
日野郡役所は1912年（明治45年）に郡史編纂事業に着手しており、1913年（大正2年）1月、日野郡長の井上廉治は坪倉を郡史調査委員に任命する。翌年3月、当時の入江澄郡長は「事業の進捗遅々たるを遺憾となし」坪倉を解嘱する。任を解かれた後も、坪倉は郡史に関する調査・史料の収集を進め、1917年（大正6年）11月に『日野郡野史』を完成させ、郡役所に献納した。
和歌を好み、生涯に1万7千もの歌を詠んだ。『日野郡史』にも「日野路案内」として、郡内の村ごとに、村名や神社名、風物等を詠み込んだ坪倉の和歌が紹介されている。
1921年（大正10年）3月31日に66歳で死去した。

## 『日野郡野史』の編纂
郷土史家としての最大の功績は『日野郡野史』の編纂である。郡史調査委員の任を解かれた後、『野史』の編纂を勧めたのは、後に郡史の編纂委員に任ぜられた同郷の内藤岩雄である。これは、幕末の国学者・歴史家、飯田忠彦の『大日本野史』に想を得たものであった。
編纂に足かけ4年をかけた『日野郡野史』は、編年体の史料35巻及び付録1巻の計36巻（1,443枚）からなり、日野郡役所に献納された。『日野郡野史』の完成に際し、坪倉は以下の和歌を残している。
あらうれし 苔の下にて われ聞かむ　この書よみて 笑う人声

『日野郡野史』は『日野郡史』（1926年刊行）でも多く引用されており、当時でも貴重な資料であったことがうかがえる。しかし、『日野郡史』編纂に活用された後、所在不明となった。
2013年に日南町内で『日野郡野史』の「巻之六　神社」が発見された。手稿本であり、日野郡役所に献納されたものの一部であるかは不明だが、『日野郡野史』が実在したことを示す唯一の資料である。

## 農事改良への貢献
農事改良に強い関心を持ち、1885年（明治18年）には『農業雑誌』への投稿を始め、その後は博覧会等への出品も行った。1888年（明治21年）の官報には、自作の稲種『スグバリ』が宮城県本吉郡で試植されたという記事が掲載されている。
　宮城県本吉郡における稲種『スグバリ』の試植
「凶荒豫備稻を栽植すべき說」-『農業雑誌』第231号掲載
「樹木栽培の勸め」-『農業雑誌』第235号掲載
「米㨶法の改良を望む」-『農業雑誌』第237号掲載
「肥料堆積法」-『農業雑誌』第240号掲載
「水苗代の良肥料」-『農業雑誌』第269号掲載
「（蠅を駆除する蠅茸）」-『農業雑誌』第270号掲載
「アヲミドロを除く法」-『農業雑誌』第272号掲載
「撰種の利」-『農業雑誌』第275号掲載
「勧農茶談」-『農業雑誌』第276号掲載
「（稲種精撰法）」-『農業雑誌』第278号掲載
「（栗の保存に関する質問）」-『農業雑誌』第278号掲載
「勸農茶談(續)」-『農業雑誌』第278号掲載
「勸農茶談(前号の続き)」-『農業雑誌』第279号掲載
「勸農茶談(前々号の続き)」-『農業雑誌』第281号掲載
「杉繪苗害虫に付質問」-『大日本山林会報』第159号掲載
「林地に植点を定むる簡便法」-『大日本山林会報』第210号掲載
「鳥取県日野郡造林の実況」-『大日本山林会報』第227号掲載
　第二回水産博覧会への「ノブ皮」出品
「犬黄楊棘小楊枝」-農業館列品

## 著作
『日野郡野史』
『日野郡山桜』坪倉鹿太郎 (米山) 著『日野山桜』,坪倉米山,明43.1. 国立国会図書館デジタルコレクション https://dl.ndl.go.jp/pid/766288
『日野義民伝野田三社巴形』（浄瑠璃）
『凶年の後悔』坪倉鹿太郎 著『凶年の後悔』,坪倉鹿太郎,明25.11. 国立国会図書館デジタルコレクション https://dl.ndl.go.jp/pid/838266
『造林の勤め』
『牛馬古老譚』

## 逸話
日野郡根雨村（現・日野町根雨）の実業家、近藤寿一郎（1880年 - 1958年）は、坪倉鹿太郎が坪内逍遙の『小説神髄』を蔵書していることに驚いたというエピソードを紹介している。近藤の青年時代には、同書はすでに絶版となっており、すぐに借りて読んだという。近藤は、坪倉について「明治維新の新文運を築き上げるには、山の中の僻村にも当時既に斯る理解ある先覚者があった事が、大なる力であった」と述べている。
坪倉は、独特の葬式方法を実践していた。道具一切を自分で整え、五色の旗やチャルメララッパ、白い肩衣に白鉢巻きという出で立ちであっため、吹き出す会葬者もいた。『日野郡史』でも、坪倉の人となりについて「奇行多し」と紹介されている
。